# Bahna Mare, Neamț
Bahna Mare este un sat în comuna Bârgăuani din județul Neamț, Moldova, România.